# هيلانية
الهِيلانية أو الرَّاسَن هو جنس من النباتات الحولية والعشبية المعمرة في الفصيلة النجمية موطنها الأمريكتين. يُسمى هذا الجنس والطيون بالراسن بسبب أن التصنيفات أخذت الاسم اليوناني لنبات الراسن (الطيون) وأطلقته على هذا الجنس وذلك لتشابهمما. لذلك سمت المصادر العربية كلًا منهما راسن.